# Tincher
Tincher war eine US-amerikanische Automarke, die von 1903 bis 1906 in Chicago, Illinois, und von 1907 bis 1909 in South Bend, Indiana betrieben wurde. Der Wagen war nach seinem Konstrukteur, Thomas L. Tincher benannt. Der Tincher war eines der exklusivsten und teuersten Automobile, das zu dieser Zeit in den USA erhältlich war. Erst 1907 wurde formell ein Unternehmen zur Herstellung des Fahrzeugs eingerichtet, das praktisch vollständig von der Studebaker Corporation finanziert wurde.

## Unternehmensgeschichte
Thomas L. Tincher war Vizepräsident eines Druckereibetriebs, ehe er sich dem Automobilbau zuwandte. Das Fahrzeug wurde 1903 an der Chicago Auto Show vorgestellt. Die Luftdruckbremsen des Tincher waren der technische Höhepunkt der Veranstaltung. Die Druckluftvorrichtung wurde nicht nur zum Bremsen verwendet, sondern man konnte damit auch die Reifen aufpumpen und die Pfeife betätigen, die in vielen frühen Automobilen die Hupe ersetzte, aber meist mit den Abgasen aus dem Auspuff betrieben wurde. Zu den fortschrittlichen Lösungen gehörten auch die hängenden Ventile des Motors.
Der Tincher war ein luxuriöses Automobil. Es wurde bis zum Umzug bei der Chicago Coach and Carriage Company hergestellt. Es war überaus aufwendig, sodass jährlich nur fünf bis sechs Fahrzeuge fertiggestellt wurden; die Jahresproduktion überstieg nie sechs Fahrzeuge. Einen ähnlichen Arbeitsaufwand wie bei Tincher betrieb man nur noch beim Konkurrenten Alco, wo man ebenfalls mehrere Monate benötigte, um ein einiges Automobil herzustellen. Diese Akribie führte dazu, dass weder Tincher noch Alco rentabel arbeiten konnten. Immerhin verfügte Alco aber über deutlich größere Anlagen und stellte von 1906 bis 1913 etwa 5000 Fahrzeuge her.
Es ist also nicht überraschend, dass der Tincher damals eines der teuersten Autos auf dem Markt war. Die Preise begannen bei 5.000 US$; eine Rennausführung kostete 12.000 US$. Kundenspezifische und geschlossene Aufbauten konnten den Preis auch noch deutlich höher steigen lassen. Der Studebaker-Historiker Thomas E. Bonsall nannte die Preise bei Tincher „verzweifelt hoch“; sie hätten „bis in die Stratosphäre“ gereicht. Ein angemessener Vergleich; 1906 kostete ein Oldsmobile Curved Dash 650 US$ und 1908 ein Ford Modell T Touring 825 US$.
1907 hatte eine kleinere Wirtschaftskrise die USA erfasst, die auch als Panik von 1907 bekannt ist. Viele Automobilhersteller litten darunter. Studebaker meisterte sie recht gut, allerdings stagnierte das angestammte Geschäft mit Fuhrwerken. Zuwachs erzielte nur die Automobilsparte, die weitgehend aus dem Vertrieb von Fremdmarken bestand. Unternehmenspolitik bei Studebaker war es zunächst, Know-how und Kapazitäten durch Kooperationen mit Herstellern zu gewinnen. Studebaker beteiligte sich an diesen Unternehmen und vertrieb die Fahrzeuge exklusiv über das eigene Händlernetz. Vor diesem Hintergrund ist die Finanzierung der Tincher Motor Car Company mit 200.000 US$ zu sehen und so macht auch der Umzug von Chicago – einem der frühen Automobilzentren der USA – nach South Bend in Indiana Sinn, denn hier was das Studebaker-Stammwerk. Bonsall beurteilt diesen Deal aus Studebaker-Sicht allerdings als „bizarr“, womit wohl die offensichtliche Diskrepanz zwischen dem riesigen Verkaufsnetz und dem kleinen Fahrzeug-„Ausstoß“ bei Tincher gemeint war.
Es ist anzunehmen, dass spätestens nach dem Umzug nach Indiana auch Tincher-Fahrzeuge, wie Garford und später EMF, ausschließlich über Studebaker verkauft wurden; letztere bildete nach der vollständigen Übernahme die Grundlage für Studebakers eigene Produktion von Motorfahrzeugen. Tincher brauchte sich nicht mehr um Absatz und Vertrieb zu kümmern und hoffte wohl, dass die räumliche Nähe zu den Studebaker-Brüdern bei der Entwicklung neuer Autos und Aufbauten helfen würde. Die Enttäuschung kam schnell und war gegenseitig.
Der 1906 eingeführte Tincher 50 HP mit 7,7-Liter-Vierzylindermotor war seit 1906 das Rückgrat der Produktion. Wie alle Tincher hatte er den Motor vorn, ein konventionelles Vierganggetriebe und zum Antrieb der Hinterräder je eine Antriebskette. Nur 1908 wurde auf dem gleichen Fahrgestell ein Sechszylinder mit 11,6 Litern Hubraum auf die Räder gestellt. Vier- und Sechszylinder hatten gleiche Maße für Zylinderbohrung und Hub, nämlich 5 × 6 Zoll (127 × 152,4 mm), woraus sich ein A.L.A.M.-Rating von 40 resp. 60 HP ergibt. Die effektive Leistung wird mit 50 und 90 bhp (37,3 und 67,1 kW) genannt. Zylinderbänke wurden üblicherweise paarweise gegossen und die Annahme ist erlaubt, dass für den 50 HP zwei und den Sechszylinder drei Paare verwendet wurden.
Ob ein nach einer Einzelquelle für 1909 gelistetes 50/60 HP Model H noch gebaut wurde, ist nicht weiter belegt. Die gleichenorts verfügbaren technischen Daten entsprechen dem 50 HP in der Ausführung von 1908. Es ist daher nicht ersichtlich, worauf sich diese Modellbezeichnung stützte; außer gemessener und errechneter Leistung wurde gelegentlich die Leistung bei 1000/min angegeben.
1909 wurde die Produktion eingestellt, weil mit der geringen Stückzahl kein Gewinn zu erwirtschaften war. Thomas Tincher meldete im Sommer 1909 Privatinsolvenz an. Studebaker musste das investierte Kapital abschreiben und baute die anderen Kooperationen aus.
Thomas Tincher nahm im Januar 1910 die Position eines Werkleiters bei der Economy Motor Car Company in Joliet (Illinois) an, wo ein komplett anderes Fahrzeug hergestellt wurde: Der Economy war ein technisch höchst anspruchsloser Highwheeler mit Zweizylindermotor, der ab 475 US$ vor allem an Farmer verkauft wurde.

## Modellübersicht
Zu den Modellen von 1903 bis 1905 liegen nur unvollständige Daten vor.
| Modell A.L.A.M.-Rating | Bauzeit | Motorbauform, Ventilsteuerung | Hubraum                  | Leistung        | Radstand          | Karosserie          | Preis      |
| ---------------------- | ------- | ----------------------------- | ------------------------ | --------------- | ----------------- | ------------------- | ---------- |
| 18 HP                  | 1903    | R4, OHV-Ventilsteuerung       |                          |                 | 90 in (2.286 mm)  | Touring, 5 Sitze    |            |
| 45 HP                  | 1904    | R4, OHV-Ventilsteuerung       |                          |                 | 90 in (2.286 mm)  | Touring, 5 Sitze    | 5.000 US$  |
| 90 HP                  | 1904    | R4, OHV-Ventilsteuerung       |                          |                 | 90 in (2.286 mm)  | Rennwagen, 2 Sitze  | 12.000 US$ |
| 60 HP                  | 1905    | R4, OHV-Ventilsteuerung       |                          |                 | 125 in (3.175 mm) | Touring, 7 Sitze    | 5.000 US$  |
| 50 HP 40 HP            | 1906    | R4, OHV-Ventilsteuerung       | 471,2 cu in (7.722 cm³)  | 50 PS (36,8 kW) | 120 in (3.048 mm) | Touring, 7 Sitze    | 6.000 US$  |
| 50 HP 40 HP            | 1907    | R4, OHV-Ventilsteuerung       | 471,2 cu in (7.722 cm³)  | 50 PS (36,8 kW) | 120 in (3.048 mm) | Touring, 7 Sitze    | 6.000 US$  |
| 50 HP 40 HP            | 1908    | R4, OHV-Ventilsteuerung       | 471,2 cu in (7.722 cm³)  | 50 PS (36,8 kW) | 110 in (2.794 mm) | Roadster, 3 Sitze   | 5.500 US$  |
| 50 HP 40 HP            | 1908    | R4, OHV-Ventilsteuerung       | 471,2 cu in (7.722 cm³)  | 50 PS (36,8 kW) | 127 in (3.226 mm) | Touring, 7 Sitze    | 6.500 US$  |
| Six 60 HP              | 1908    | R6, OHV-Ventilsteuerung       | 706,9 cu in (11.584 cm³) | 90 PS (66,2 kW) | 127 in (3.226 mm) | Roadster, 3/4 Sitze | 6.500 US$  |
| Six 60 HP              | 1908    | R6, OHV-Ventilsteuerung       | 706,9 cu in (11.584 cm³) | 90 PS (66,2 kW) | 127 in (3.226 mm) | Touring, 7 Sitze    | 6.500 US$  |
| Model H 40 HP          | 1909    | R4, OHV-Ventilsteuerung       | 471,2 cu in (7.722 cm³)  | 50 PS (36,8 kW) | 127 in (3.226 mm) | Touring, 7 Sitze    | 6.500 US$  |

Quellen: 
Das A.L.A.M.-Rating ergibt sich aus der A.L.A.M. / N.A.C.C.-Tabelle aufgrund der Zylinderbohrung.